# Трин
Трин (болг. Трън) — місто в Перницькій області Болгарії. Адміністративний центр общини Трин.

## Географія

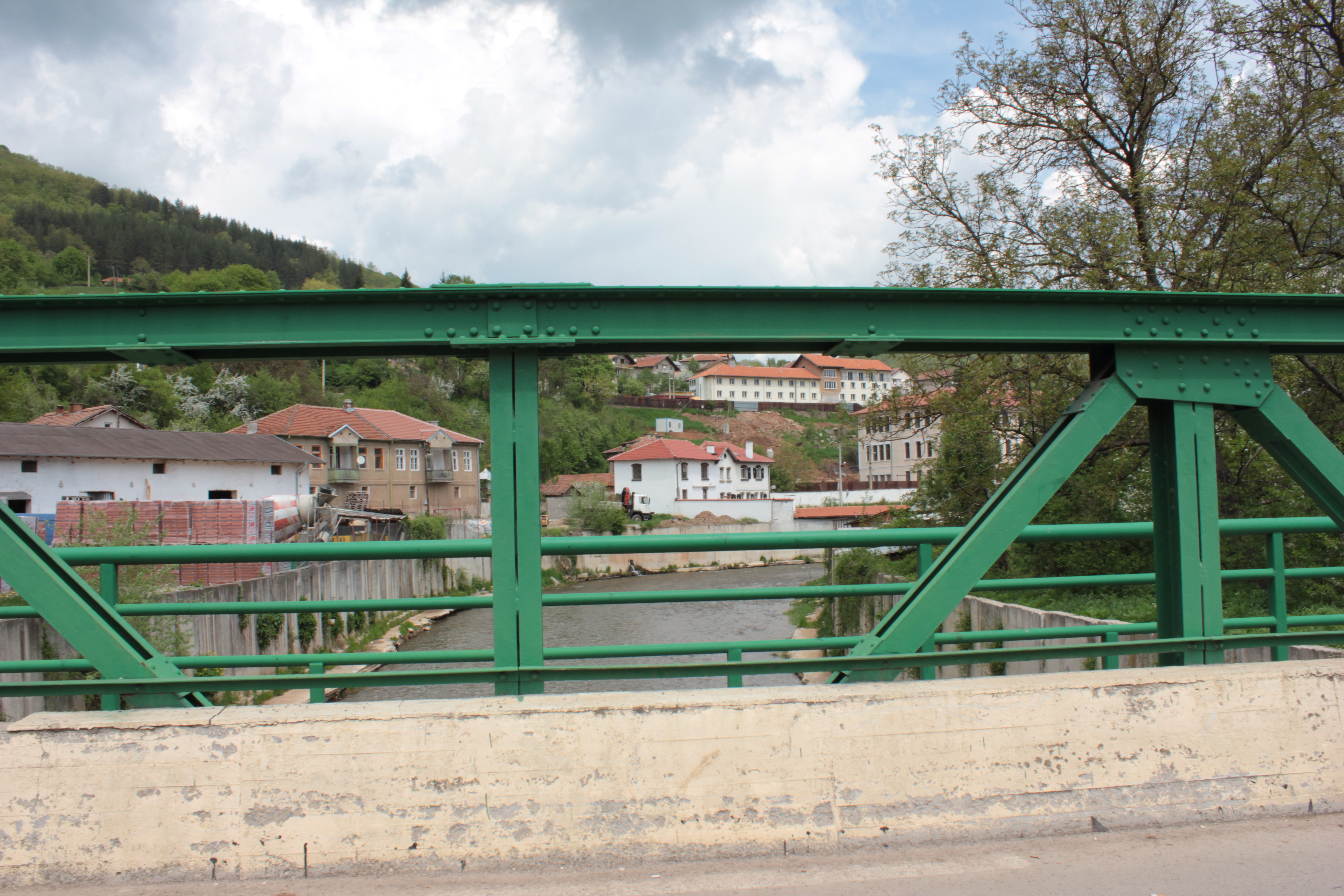
Вид з мосту через річку Єрма

Трин знаходиться в гірській місцевості.  Він розташований на двох берегах річки Єрма, у східній частині високогірної долини Знеполе.  Він оточений пагорбами Китка, Гирьков камик, Чарчалат, Мурговиця. 

## Історія

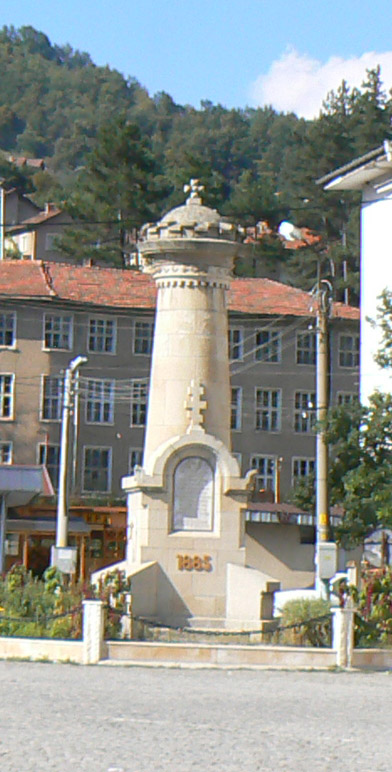
Меморіал жертв сербсько-болгарської війни

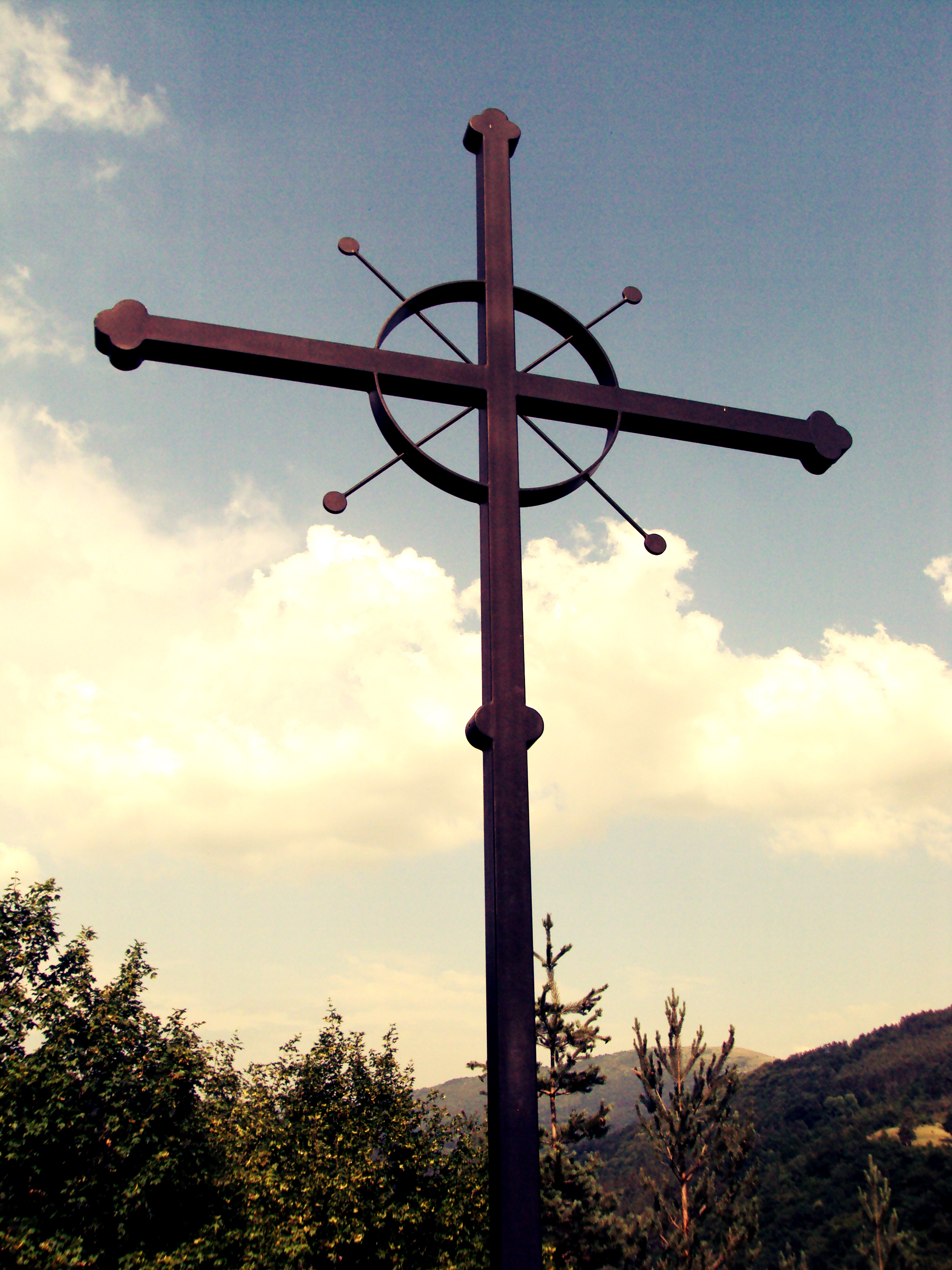
Хрест біля церкви Св. Петки

Трин - це старе, середньовічне поселення, зареєстроване в османських документах з середини XVI століття під назвами кааза Ізнебол, Ізнебол касаба, Трин і Таран паланка.  Про існування поселення в цей період свідчить також середньовічна кладовищна церква "Св. Петка " ("Св.  Параскева”), пізньо 
середньовічної пічь, кераміка, і будівля, відкрита на місті нової будівлі. 
Незважаючи на те, що територія навколо Трина і селищ сьогодні покинута, у давні часи цей прекрасний куточок Болгарії був досить густо заселений. 
Місто Трин побудоване на доісторичному поселенні, матеріали якого знаходяться як в центрі міста, біля гімназії  поруч з річкою Єрма, так і біля скельної церкви Св. Петки і на старій АЗС в кінці міста. Найбільш ранні сліди людей, знайдені в печерах в Трині, відносяться до неоліту. На території Трин археологи знайшли сліди трьох доісторичних поселень. При розкопках на глибині 1 м знаходяться археологічні матеріали  такого поселення -  кам'яна сокира,  глиняна груба кераміка з домішками, кераміки з пластикою і декорацією. На основі цих матеріалів поселення було віднесено до епохи енеоліту. Сліди іншого доісторичного поселення були знайдені на гірському масиві на лівому березі річки Єрма, де на місці навколо неї були знайдені керамічні матеріали з Халщатської і Латенської епох. Шар культури був, мабуть, занадто товстим, щоб триматися тисячі років над невеликою скельною терасою. Створено місцевість навколо скелі і знайдені археологічні матеріали в навколишніх дворах. Знайдені срібні монети з Дірахіона й Тасосу. Невелика площа скелі, а також кам'яна церква, побудована пізніше на ній, давала археологам і історикам підстави визнати, що в доісторичний період біля скелі містилося святилище, а поселення було побудовано до святилища. Третє доісторичне селище знаходиться в 1 км на південь від міста, на лівому березі річки Єрма, поруч з АЗС. Розкопки для будівництва АЗС на глибині 1 м відкрили археологічні матеріали  доісторичного поселення.  Керамічні матеріали в їх різноманітній формі, техніці виробництва та декору датуються бронзовим віком.
Пізніше оселяються фракійці, готи (у селі Єрул), слов'яни.  У минулому  тут був  Знепольський шлях - стара дорога, що з'єднувала Дубровник і Адріатику з Сердикою.  Таким чином, сьогоднішній Трин у той час був важливим торговим центром.  Античність у нинішньому місті документально підтверджується лише древньою розкритою гробницею та знахідками римських монет 4 століття.
Вперше Трин увійшов до  Болгарії після завоювання Софії ханом Крумом у квітні 809 року. Під час Першого Болгарського царства,  царю Самуїлу, (відома історична фігура, за якою стоїть боярин Кракра Пернишка),  довірили землі Перника, Средеця і Трина. Більше 10 років бояри чинили опір жорстокому  імператору Василю II, але в 1018 році  ця область разом з рештою Болгарії підпадає під візантійське правління. 

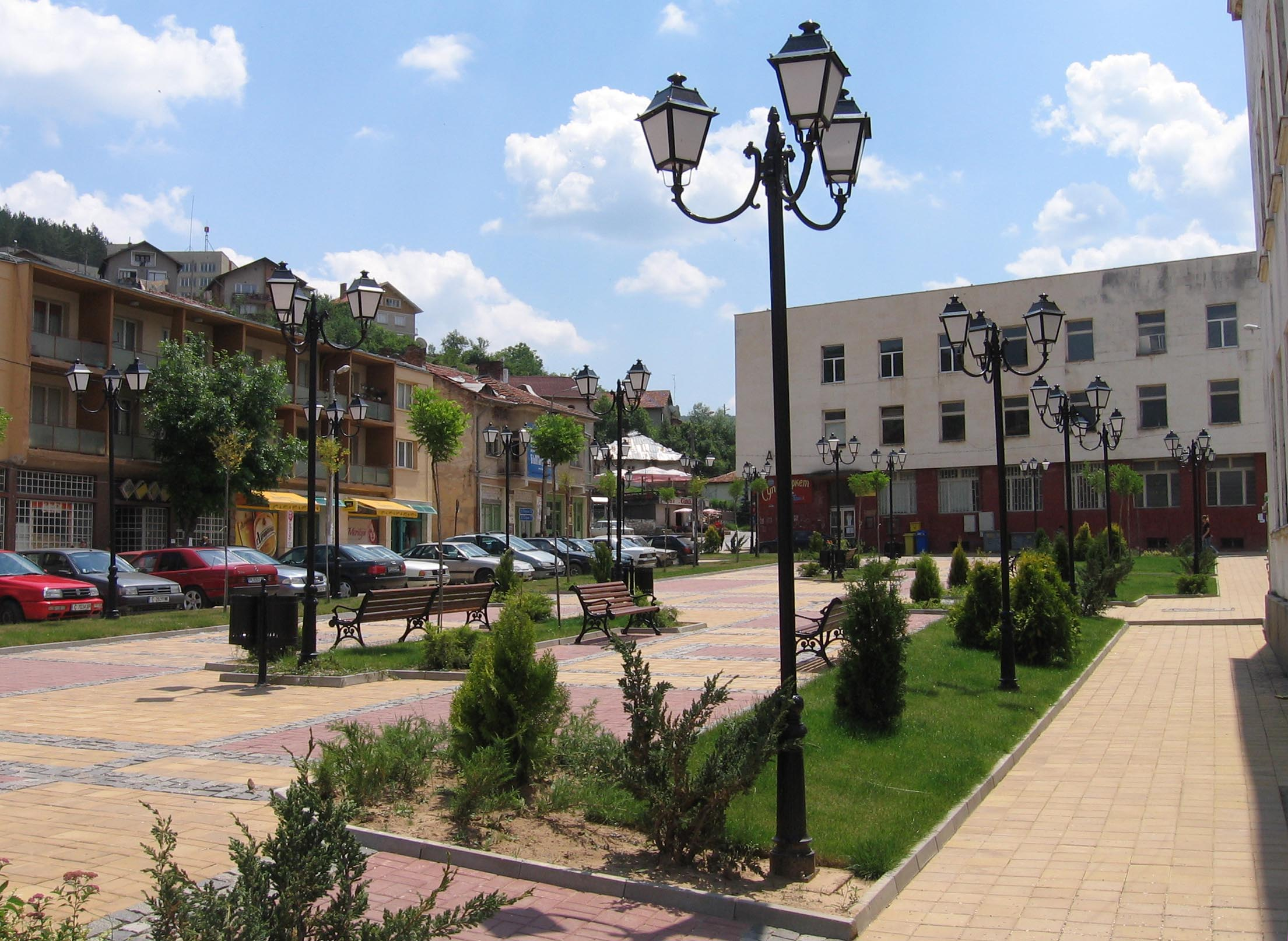
Центр Трина

Під час османського правління місто було відоме як ринкове поселення і має назви Ізнебол кабаси, Тарн паланка і Трин паланка.  Згідно з легендою, назва Трин походить від ще більш далеких часів, коли тут ріс великий куст терену, під гілками якого було цілюще джерело з водами, де місцевий священик Терапонтій лікував  віруючих. 
Наприкінці XVIII століття, в часи  Алі-паші Тепеленського, Костурські групи переїхали до Трина. Після епохи кирджалі в 1805 році, місто це було  під  владою аяна Кара Фейзи з Брезника, одного з найуспішніших курджалійських ватажків,  який піддає жорстоким тортурам місцевих жителів.  Після його смерті уряд округу вибрав його сина Алі Бега, чиє свавілля так лякало місцеве населення, що вони кілька разів направляли скарги до центральної влади, а Алі остаточно був знятий, зданий владі і убитий на шляху до Константинополя.
Після закінчення російсько-турецької війни у 1830 р. спалахнуло так зване Знеполське повстання. Коротше кажучи, Трин був вільний, але відразу після цього османська влада жорстоко зайнялася повстанцями. У 1871 році в  монастирі "Арахангел Михайло" заснований Фракійський революційний комітет. Комітет очолює Дімо Петричев і Гіго Масаловицький. Комітет брав активну участь у сербсько-турецькій війні 1876 року. Участь  взяли загони Сімо Соколова та Гроздана Насалевського. Ці два загони згодом об'єдналися в Російсько-турецьку визвольну війну з 1877 по 1878 рік.  До них приєднується команда Тако Пеєва.  Таким чином, Трин став центром   Шопського повстання, в ході якого були звільнені Трин, Брезнішко, Радомир і Кюстендил. 
Наприкінці Визвольної війни Трин тимчасово підпадає під  Сербію до 1879 року.  Жорстокі наслідки для Трина сталися через Нейський мирний договір, за яким велика кількість сіл була відсічена і віддана Сербії, а інші, такі як Врабча, Стрезимировці, Банкя (село) і Петачинці, буквально відокремлені, і навіть сьогодні можна побачити будинки, через які проходить кордон, розділяючи їх на два - двори, кладовища. 

## Населення
За даними перепису населення 2011 року у місті проживали 2443 особи.
Національний склад населення міста:
| Національність   | Кількість осіб | Відсоток |
| ---------------- | -------------- | -------- |
| болгари          | 1579           | 71,8%    |
| цигани           | 611            | 27,8%    |
| не визначились   | 9              | 0,4%     |
| Всього відповіли | 2200           |          |

Розподіл населення за віком у 2011 році:
Динаміка населення:

## Цікаві факти
- Взимку 1947 р. найнижча температура на території Болгарії вимірювалася в Трині: -38,3 °C.
- Село Рані-луг - одне з найдавніших поселень в Знеполлі.  Згідно з легендою, вік села сходить до часів фракійської епохи, як свідчить Кулата - стратегічне місце над сучасним селом на горі і  "Селище" поруч з ним.
- У селі Берайнці в 1778 році  була відкрита перша монастирська школа  в Тринському регіоні.

## Природні пам'ятки

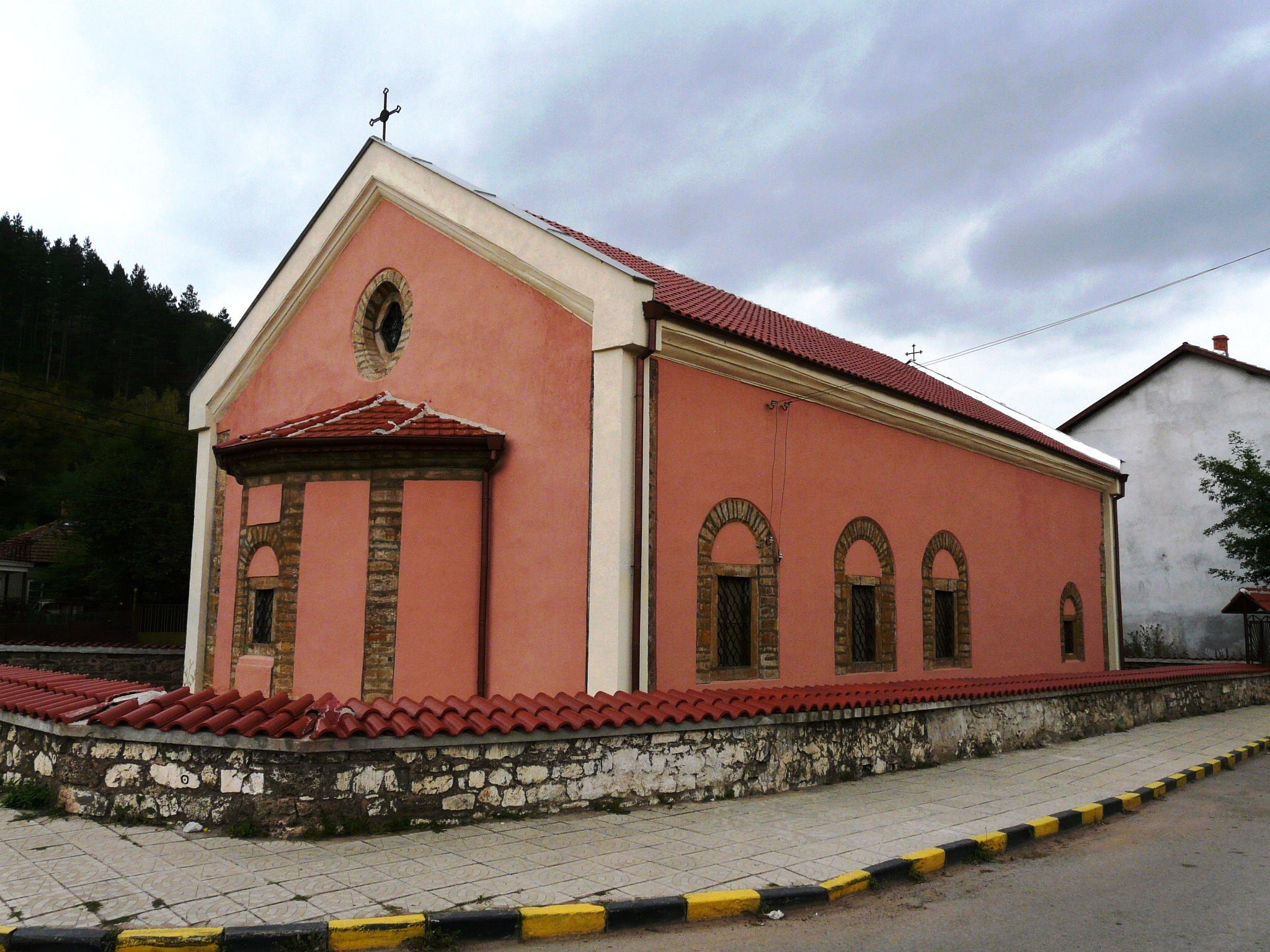
Церква "Св. Нікола "

- Ущелина річки Єрма
- Ущелина Ябланиш
- Погановська ущелина
- Врабчанський водоспад

## Природна спадщина
У відкладеннях пізнього плейстоцену в печері "Царьова церква" палеорнітолог проф. Златозар Боєв виявив останки чотирьох видів сучасних птахів - підсоколика великого (Falco Subbuteo), перепела звичайного (Coturnix Coturnix), галки (Corvus monedula) і альпійської галки (Pyrrhocorax graculus). У шарах того ж віку в "Філіпівський  печері" він знайшов кістки більше 30 видів, 4 з яких були зникли в межах країни - полярна куріпка, тетерук (Tetrao Тетріс), галка червонодзьоба (Pyrrhocorax Pyrrhocorax) і  фазан звичайний (Phasianus colchicus).  Інші види в печерах: боривітер звичайний (Falco tinnunculus), перепілка, куріпка сіра (Perdix Perdix), сич хатній (Athene noctu а), снігур (Pyrrhula Pyrrhula), повзик звичайний (Сітта europeae), сільська ластівка (Hirundo махорка), вільшанка (Erithacus rubecula ), скорока звичайна ( Pica pica ) та інші. У голоценових шарах в печері Зелениградська знаходяться 6 видів птахів - пугач звичайний (Bubo bubo), галка альпійська, та інші залишки птахів голоцену з філіпівської печери: сизого голуба (Columba Livia), даурської ластівки (Hirundo daurica), сойки (Garrulus glandarius), дрозда (Turdus Мерула) та інші.

## Церкви
На території міста Трин існують два православні храми: 
- Святитель Миколай - в центрі міста;
- Св. Петка - в околицях кв. Баринці;
- Скельна каплиця "Св. Петка"
- Біля міста Трин, в селі Берайнці, залишилася частина пізньої середньовічної церкви  "Святий Георгій".
- Є також храм Євангельської п'ятидесятницької церкви.

## Монастирі
Монастир "Св. Михайла Архангела" розташований в 2,5 км на північ від міста. 

## Громадські будівлі

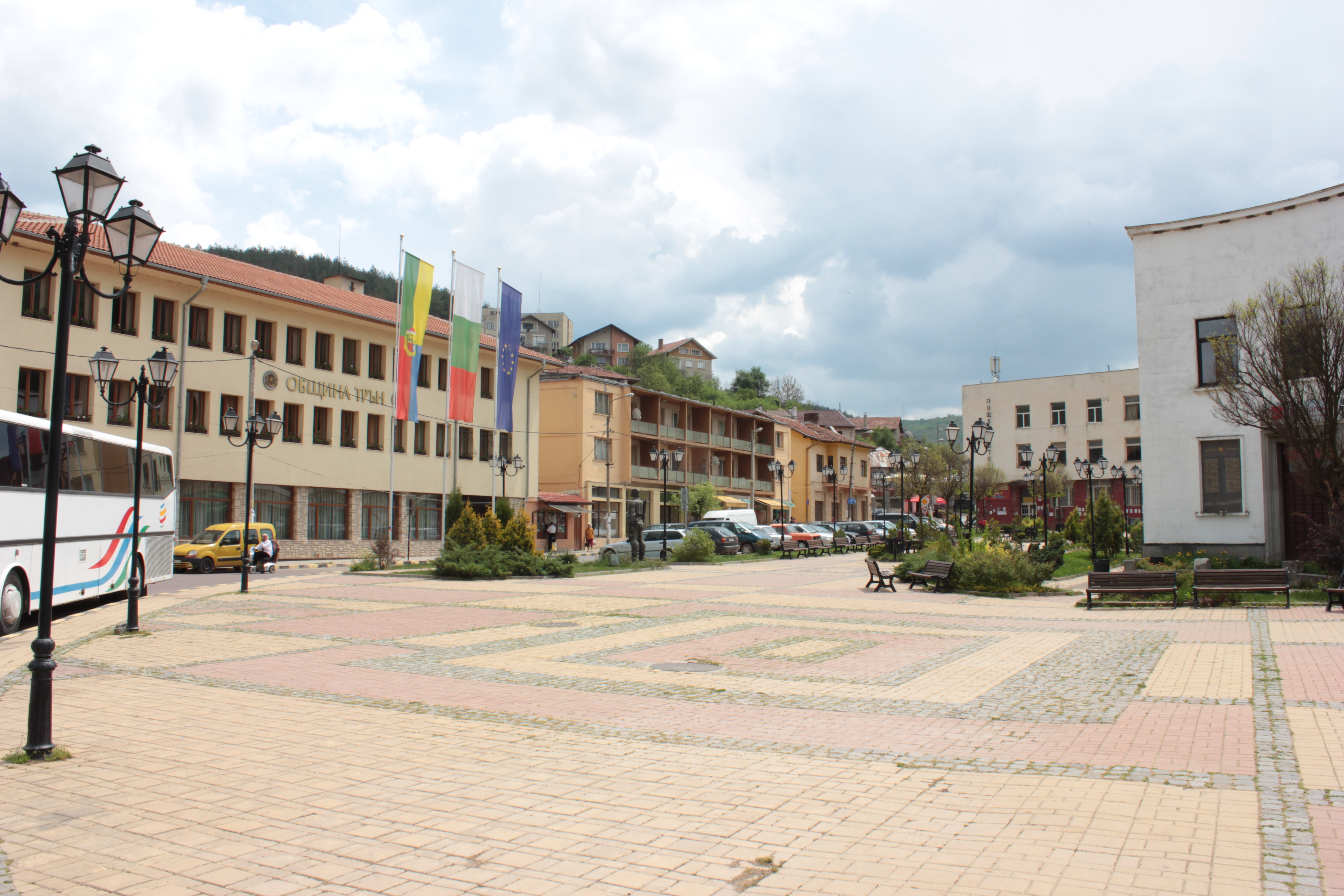
Ратуша головної площі
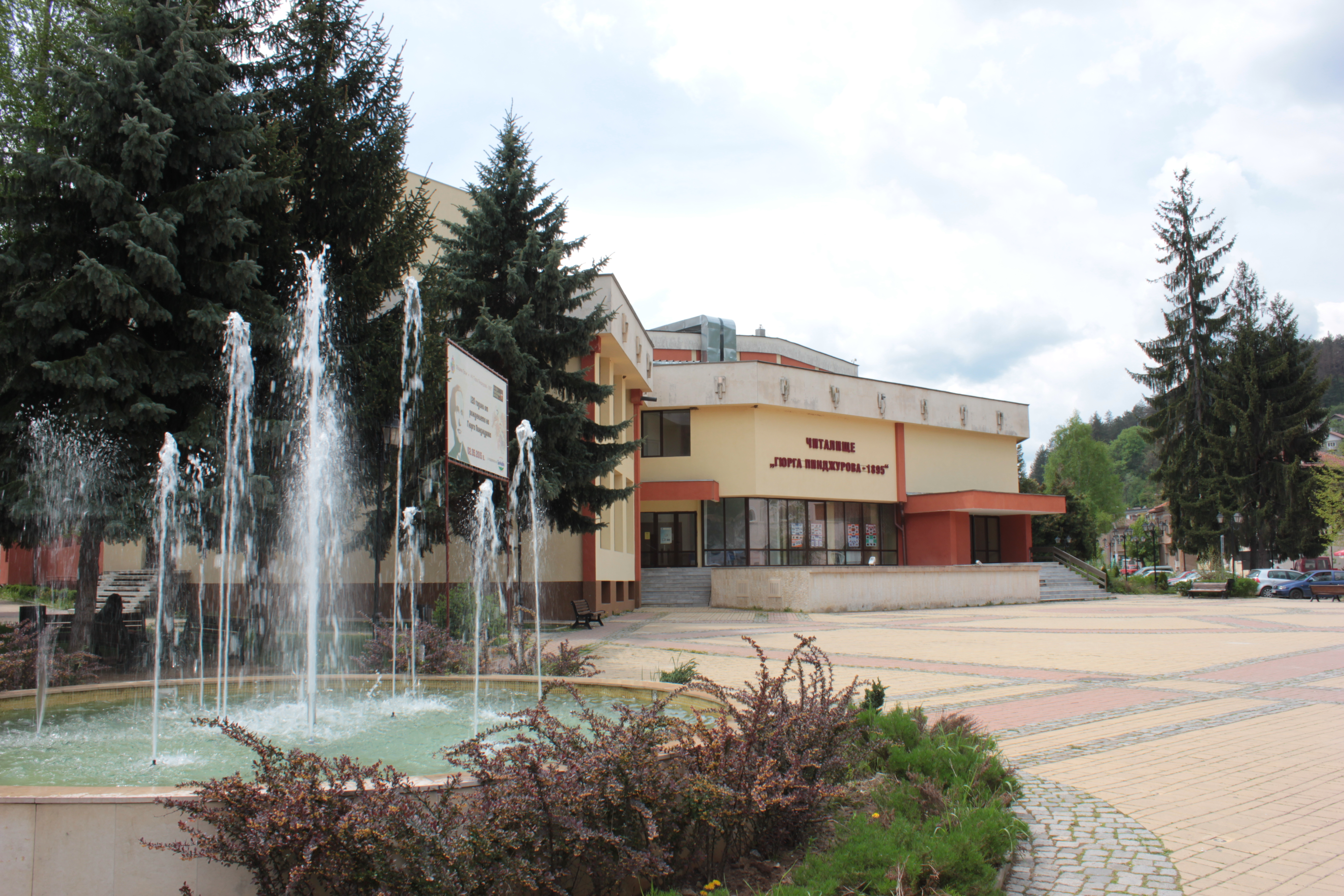
Гродадський центр "Гюрга Пінджуров"

## Музеї
- Музей йогурту - в будинку доктора Стамена Григорова, в селі Студен Ізвор
- Музей кераміки  в сімейному будинку - музєї  Петра Гігова, де він працював в селі Бусинці
- Міський історичний музей[10]

## Регулярні події
- Щорічний альпійський сезон в ущелині р. Єрма

- Національний фестиваль болгарських танців і аматорських ансамблів "Краще Тирна нема", який проходить щороку на початку червня.

## Особи

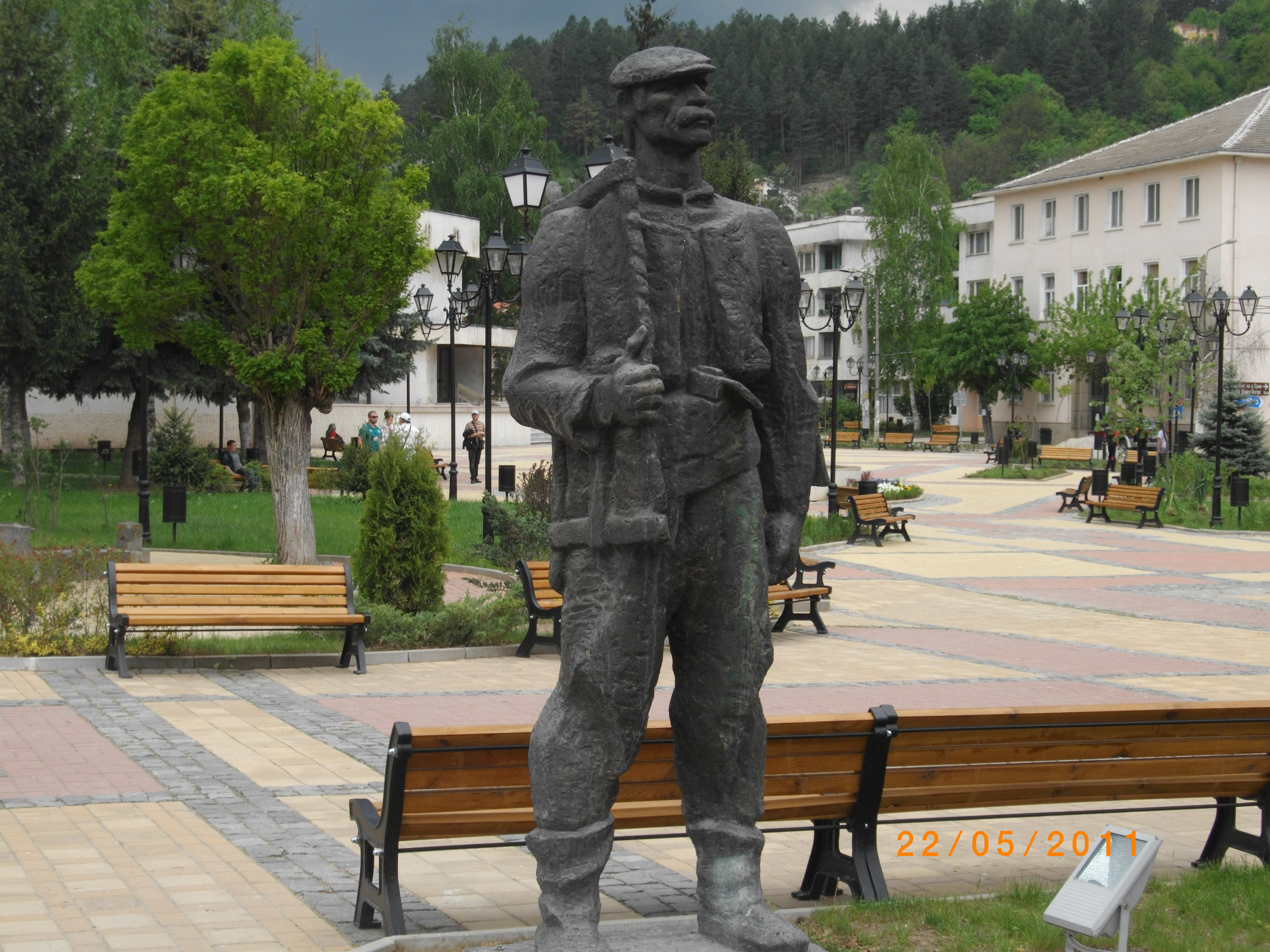
"Гіга" - пам'ятник майстру Тирна

- Анушка Михайлова - народна співачка
- Гурга Пінджурова - народна співачка
- Димитар Карадимчев (1860 - 1940), засновник виконавських мистецтв,  та періодичного друку в Трині
- Яна Ніколова-Галабова - вчена-філолог, есеїстка, лексиколог
- Костянтин Байкушев - вчений
- Методі Петричев - професор ветеринарної медицини
- Нікола Попов - економіст Академії БАН, ректор Софійського університету (1989-1991)
- Саздо Іванов - професор фізики
- Стамен Григоров - винахідник Lactobacillus bulgaricus

## Зовнішні посилання
- Офіційний сайт муніципалітету Трин
- Більше інформації та багато знімків.  Трин
- Фільм про монастир "Св. Архангела Михаїла »в Трині
- Стаття про Анушку Михайлову
- Інформаційний сайт Брезника і Трина - Zapadno.com